# Rainer E. Zimmermann

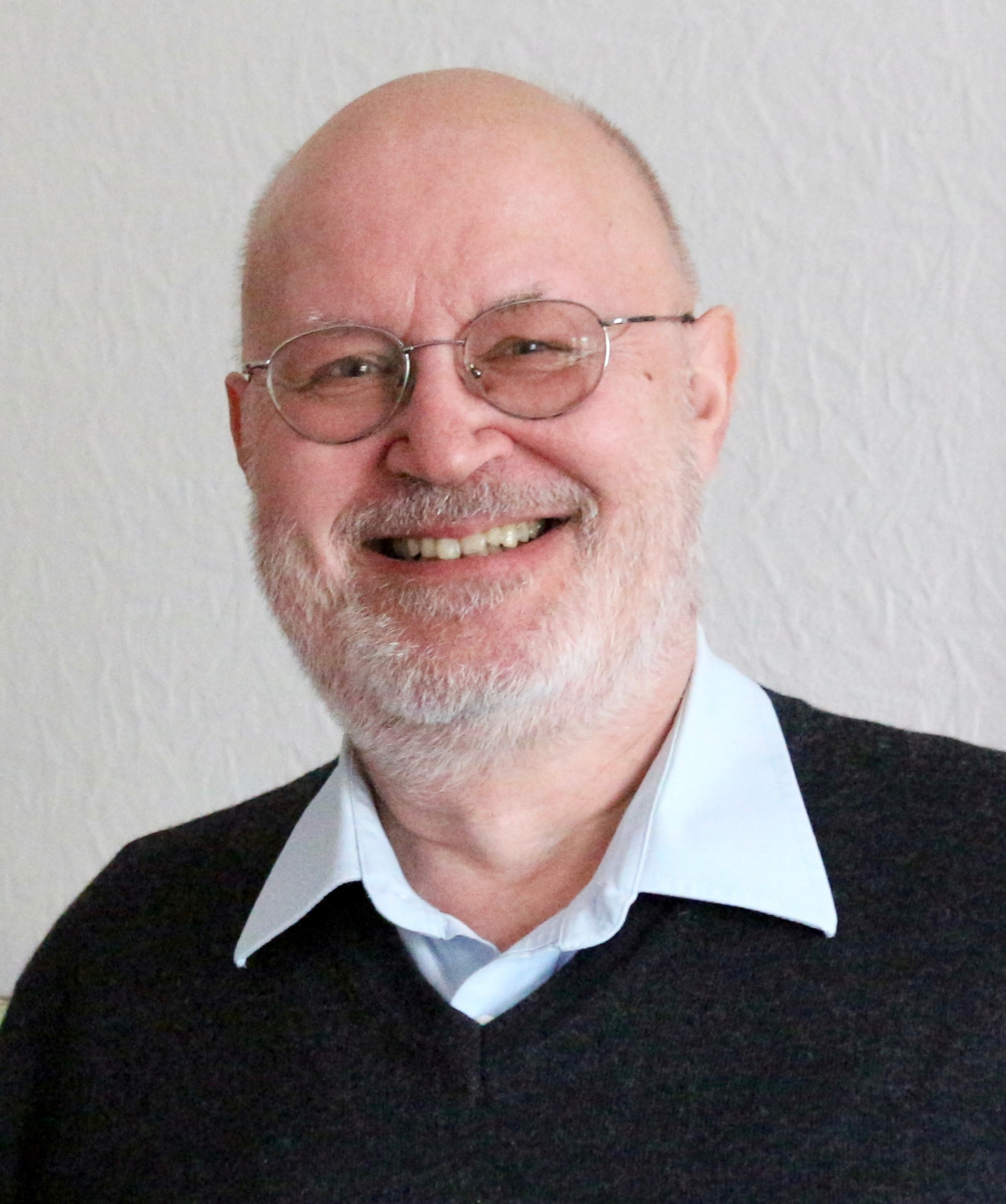
Rainer E. Zimmermann (2014)

Rainer Ernst Zimmermann (* 9. November 1951 in Berlin) ist ein Philosoph und Naturwissenschaftler. Seine Forschungsgebiete sind Metaphysik und Naturphilosophie, Wissenschaftstheorie (in Bezug auf Theorien der Quantengravitation) und deren ethische Folgen. Einige seiner Schwerpunkte sind Diskurstheorien von Räumen, Netzwerken und (evolutionären) Systemen und ihre Anwendung auf die konkrete Gestaltung urbaner Sozialräume.

## Leben
Nach dem Abitur am Robert-Blum-Gymnasium in Berlin-Schöneberg im Jahr 1971 studierte Zimmermann zunächst Physik und Mathematik an der TU Berlin, später als DAAD-Stipendiat am Imperial College London (1973/74), wo er das Diploma of Imperial College (DIC) in Mathematischer Physik erwarb, und schließlich an der FU Berlin, wo er das Studium 1975 mit dem Physikdiplom abschloss und 1977 in Mathematik promovierte. In der Folge studierte er Philosophie, Geschichte und Literaturwissenschaften an der TU Berlin und promovierte 1988 auch in Philosophie.
Der Ruf auf eine Professur für Philosophie an die Hochschule für angewandte Wissenschaften München erfolgte 1995. 1998 habilitierte er sich im Bereich Naturphilosophie an der Universität Kassel. Von 2000 bis 2005 war er Leiter des Kasseler Teams im Rahmen einer INTAS-Kooperation mit Wien, Kiew und Moskau. Im Winter 1999/2000 hatte er eine Gastprofessur an der Universität Cambridge. Zimmermann ist immer noch life member of Clare Hall (Cambridge University). 2003 folgte eine Gastprofessur am Istituto di Studi Avanzati der Universität Bologna, 2006 am ICT&S der Universität Salzburg, 2010/2011 am CMS der TU Berlin und 2014 am Fachbereich Informatik der TU Wien. Seit November 2011 ist er zudem gewähltes Mitglied der International Academy for Systems and Cybernetics Sciences (Wien).
Zimmermann ist Begründer der Zeitschrift System & Struktur (Neue Zeitschrift für spekulative Physik), die er von 1992 bis 1999 selbst, teilweise gemeinsam mit Klaus-Jürgen Grün, herausgab. Seit 2007 ist er gemeinsam mit dem Professor Michael Keller Herausgeber der Münchener Schriften zur Design Science, Aachen. Seit 2018 gibt er auch das Jahrbuch „Signifikant“ heraus (xenomoi, Berlin). Er ist außerdem Mitbegründer, Wissenschaftlicher Direktor und Vorsitzender des Vorstandes des gemeinnützigen Instituts für Design Science München e.V. Zimmermann war mehrfach im Vorstand der Ernst-Bloch-Gesellschaft und der Ernst-Bloch-Assoziation tätig.
2013 bis 2020 war er gewähltes Mitglied der Leibniz-Sozietät der Wissenschaften zu Berlin, 2019 wurde er als Präsident dieser Gelehrtengesellschaft gewählt. Am 9. Juli 2020 gab das Präsidium der Leibniz-Sozietät Rainer E. Zimmermanns Rücktritt vom Amt des Präsidenten bekannt. Er bekleidete dieses Amt vom 4. Juli 2019 bis zum 8. Juli 2020. Laut dem Präsidium der Leibniz-Sozietät war der Anlass für Zimmermanns Rücktritt  eine Kontroverse, bei der „Herr Zimmermann der Theologin Brigitte Kahl, Mitglied der Leibniz-Sozietät, … unter Rückgriff auf ein von ihr 2010 veröffentlichtes Buch, wissenschaftliche Solidität absprach“ und die von ihm dabei „eingesetzten rhetorischen Stilmittel“.
Seit dem Eintritt in den Ruhestand 2017 bis 2020 war Rainer E. Zimmermann Lehrbeauftragter am Fachbereich 2 (Informatik) der HTW Berlin.

## Arbeitsschwerpunkte
Die systematischen Arbeitsschwerpunkte Zimmermanns sind Metaphysik und Naturphilosophie, historisch beschäftigt er sich vor allem mit Kontinuitäten von Baruch de Spinoza über Friedrich Wilhelm Joseph Schelling und Ernst Bloch bis zu Jean-Paul Sartre.
Er gilt in diesem Sinne als Begründer einer eigenen Richtung, die als Transzendentaler Materialismus bezeichnet wird, die er spätestens seit seinem Schelling-Buch im Detail bearbeitet hat und die sich methodisch in der Entwicklung einer stringenten Design Science im Sinne von Buckminster Fuller niederschlagen soll. Als bisheriges Hauptwerk gilt sein Buch System des transzendentalen Materialismus.

## Transzendentaler Materialismus
Für Zimmermann vollzog sich der Weg zum Transzendentalen Materialismus über mehrere Arbeitsperioden: Zunächst in einer in der Hauptsache der Physik entstammenden Arbeitsgruppe zur Erforschung des Phänomens der Selbstorganisation nach Thom, Prigogine und anderen (Whitsun Group mit Clive Kilmister) von 1981 bis 1987. Eine weitere Arbeitsgruppe, Klymene – zunächst 1988–1990 unter der Leitung von Jan Robert Bloch (am IPN Kiel), 1994 und 1997 dann unter der Leitung Zimmermanns – vertiefte dann diese Ergebnisse, die in Selbstreferenz und poetische Praxis zusammengefasst sind. Parallel erschienen die wesentlichen Publikationen Zimmermanns zu Sartre, Bloch und Schelling.
Durch den Aufenthalt in Cambridge wurde er neuerlich zur Arbeit in Kosmologie und der Struktur Schwarzer Löcher angeregt, wobei ihn besonders philosophische Konsequenzen und das konstitutive Verhältnis zwischen Physik (als fundamentale Einzelwissenschaft) und Philosophie interessierten. Die ursprüngliche Selbstorganisations-Thematik wurde im Vermittlungszusammenhang von Räumen, Netzwerken und Systemen weiter verfolgt. Dabei orientierte sich Zimmermann an den Emergenztheorien der Santa-Fe-Schule und den semiotischen Theorien in der Nachfolge  von René Thom, Ilya Prigogine, Umberto Eco und Julia Kristeva und nicht an den klassischen systemtheoretischen Ansätzen von Niklas Luhmann.
Der Transzendentale Materialismus ähnelt im Ergebnis dem onto-epistemischen Ansatz von Hans-Jörg Sandkühler. Während Sandkühler dabei vor allem an kantische Fragestellungen anknüpft, stellt Zimmermann diesen Ansatz als aktuelle Re-Interpretation der Substanz-Metaphysik (von Spinoza über Schelling zu Bloch und Sartre) dar. In diesem Sinne definiert Zimmermann:

„Metaphysik als moderne und zurückgeholte (als ultima philosophia eher denn als prima philosophia) erweist sich somit als Annäherung an das, was wir […] durch den Ausdruck „Transzendentaler Materialismus“ gekennzeichnet haben, von dem axiomatische Systemdialektik sich als der systematische und methodische Kern more geometrico zeigt.“

Durch die explizit regressiv-progressive Anlage dieses Ansatzes ergeben sich zwei unterschiedliche Forschungsbereiche, die Zimmermanns System des transzendentalen Materialismus beispielhaft darstellt. Der erste Teil, Die Physik der Logik, diskutiert nacheinander die Methode der regressiven Analyse, die Rekonstruktion eines allgemeinen Grundes und die progressive Synthese. Der zweite Teil, Die Hermeneutik der Materie, liefert einen vollständigen Durchgang durch die philosophische Reflexion der Einzelwissenschaften, von der Physik bis zur Politik, die am Ende in eine moderne Wiederaufnahme der in der Antike ursprünglich als Einheit aufgefassten Doppelbegrifflichkeit kalokagathía mündet. Diese Einheit des Schönen und des gesollten Guten bildet das konkrete Pendant zur abstrakten Debatte des Grundes im ersten Teil.

## Ausgewählte Werke

### Bücher/Monographien
- Selbstreferenz und poetische Praxis. Zur Grundlegung einer axiomatischen Systemdialektik. Cuxhaven, 1991.
- Die Rekonstruktion von Raum, Zeit und Materie. Moderne Implikationen Schellingscher Naturphilosophie. Frankfurt a. M. etc., 1998.
- The Klymene Principle. A Unified Approach to Emergent Consciousness. Kasseler Philosophische Schriften, Materialien und Preprints, 1999.
- Subjekt & Existenz. Zur Systematik Blochscher Philosophie. Berlin, 2001.
- Kritik der interkulturellen Vernunft. Paderborn, 2002.
- [mit E. R. Sandvoss] Philosophische Aspekte der Raumfahrt. Paderborn, 2004.
- System des transzendentalen Materialismus. Paderborn, 2004.
- Graphismus & Repräsentation. Zu einer poetischen Logik von Raum und Zeit. München, 2004.
- [mit H.-S. Park] Die gestörte Morgenstille. Kleine Geschichtsphilosophie Koreas. Paderborn, 2005.
- Jean-Paul Sartre interkulturell gelesen (IKB Band 59), Verlag Traugott Bautz, Nordhausen 2005, ISBN 978-3-88309-230-0.
- Ernst Bloch interkulturell gelesen (IKB Band 51), Verlag Traugott Bautz, Nordhausen 2005, ISBN 978-3-88309-220-1.
- Ethik & interkulturelle Vernunft (IKB Band 121), Verlag Traugott Bautz, Nordhausen 2005, ISBN 978-3-88309-319-2.
- Die außerordentlichen Reisen des Jules Verne. Zur Wissenschafts- und Technikrezeption im Frankreich des 19. Jahrhunderts. Paderborn, 2006.
- Die Kreativität der Materie. Interkulturelle Strukturgeschichte eines Begriffs (IKB Band 62), Verlag Traugott Bautz, Nordhausen 2007, ISBN 978-3-88309-235-5.
- Was heißt und zu welchem Ende studiert man Design Science? (Münchener Schriften zur Design Science, Band 1) Aachen, 2007.
- [mit C. Fuchs] Practical Civil Virtues in Cyberspace. Towards the Utopian Identity of Civitas and Multitudo. (Münchener Schriften zur Design Science, Band 5) Aachen, 2009.
- [mit W. Loh und R. A. Mall] Interkulturelle Logik. Paderborn, 2009.
- New Ethics Proved in Geometrical Order. Spinozist Reflexions on Evolutionary Systems. Litchfield Park (Az.), 2010.
- [mit P. Kasapidou] Vom Rebetiko zum Entechno Laiko. Bemerkungen zum griechischen Sozialraum mit einem Anhang ausgewählter Liedertexte. (Münchener Schriften zur Design Science, Band 6) Aachen 2010
- Mitherausgeber des Bloch-Wörterbuches, de Gruyter, Berlin 2012, ISBN 978-3-11-025671-0
- [mit S. M. Wiedemann] Kreativität und Form. Programm eines Glasperlenspiels zum Experimentieren mit Wissen. Springer, Berlin Heidelberg, 2012.
- Die Einsteinianer. Roman. Schibri-Verlag, 2012 ISBN 978-3-86863-100-5
- Nothingness as Ground and Nothing but Ground. xenomoi, Berlin 2014
- Metaphysics of Emergence, part 1. xenomoi Berlin, 2015
- Klaus Fuchs-Kittowski, Rainer E. Zimmermann (Hrsg.): Kybernetik, Logik, Semiotik. Philosophische Sichtweisen. Tagung aus Anlass des 100. Geburtstages von Georg Klaus. (= Abhandlungen der Leibniz-Sozietät der Wissenschaften. Band 40). trafo Wissenschaftsverlag, Berlin 2015, ISBN 978-3-86464-095-7.
- Herausgeber von "Das Prinzip Hoffnung" (Klassiker auslegen), de Gruyter, Berlin, 2016, ISBN 978-3-11-036613-6
- Münchener Vorlesungen zur Philosophie der Kunst. Shaker, Aachen, 2018
- Rainer E. Zimmermann, Metaphysik als Grundlegung von Naturdialektik. Zum Sagbaren und Unsagbaren im spekulativen Denken. Berlin, 2020
- Rainer E. Zimmermann (Hg), Neue Aspekte der Naturdialektik. Die Bedeutung des Lebens im Universum. Berlin, 2021
- Signifikant: Jahrbuch für Strukturwandel und Diskurs. Herausgegeben von Rainer E. Zimmermann. Band 3, Berlin 2021
- Münchener Vorlesungen zur Grundlegung der Philosophie, Berlin, 2020
- Metaphysik als Grundlegung von Naturdialektik, Berlin, 2020

Übersetzungen
- Edgar Morin: La Méthode. 6 Bände, Band 1: La Nature de la nature. Paris 1977
  - Übers. Zimmermann: Die Natur der Natur. Turia+Kant, Wien 2010 ISBN 978-3-85132-538-6[12]